# Clytra aliena
Clytra aliena là một loài bọ cánh cứng thuộc họ Ánh kim (Chrysomelidae). Loài này được Weise miêu tả khoa học năm 1897.